# Мюленраде
Мюленраде (нем. Mühlenrade) — община в Германии, в земле Шлезвиг-Гольштейн. 
Входит в состав района Герцогство Лауэнбург. Подчиняется управлению Шварценбек-Ланд.  Население составляет 198 человек (на 31 декабря 2010 года). Занимает площадь 3,74 км².